# Ituana Corona
Ituana Corona est une corona, formation géologique en forme de couronne, située sur la planète Vénus par 19,5° N et 153,5° E. Elle est localisée dans le quadrangle de Rusalka Planitia. Elle a été nommée en référence à Ituana, divinité du fleuve Amazone, « mère scorpion », souveraine de l'au-delà. 

## Géographie et géologie
Ituana Corona couvre une surface circulaire d'environ 220 km de diamètre. 